# Станчески, Перица
Перица Станчески (серб. Перица Станчески / Perica Stančeski; 29 января 1985, Белград) — македонский и сербский футболист, опорный полузащитник. Выступал за сборную Македонии.

## Биография
Воспитанник футбольной школы белградского «Партизана». Начал взрослую карьеру в 2003 году в клубе первой лиги «Хайдук» (Белград), куда был отдан в аренду из «Партизана», по итогам сезона 2003/04 его клуб стал победителем первой лиги. В 2004—2006 выступал за фарм-клуб «Партизана» — «Телеоптик» во второй лиге. За основной состав «Партизана» сыграл единственный матч в Суперлиге Сербии в сезоне 2005/06.
После ухода из «Партизана» в течение трёх лет выступал в высшем дивизионе Сербии за столичные клубы «Бежания» и «Чукарички». Затем провёл три сезона в клубах высшего дивизиона Боснии — «Борац» (Баня-Лука) и «Железничар» (Сараево), но в последнем был игроком замены. В составе боснийских клубов участвовал в матчах Лиги Европы УЕФА.
С 2012 года выступал за клубы разных стран — Сербии, Боснии и Македонии, нигде не закрепляясь надолго, в том числе в клубах низших дивизионов. В январе 2015 года по приглашению сербского тренера Завиши Милосавлевича перешёл в киргизский «Дордой», но ни в одном из матчей Кубка АФК не вышел на поле и ещё до старта чемпионата Кыргызстана покинул команду. Последним известным клубом футболиста был в 2017 году белградский «Локомотив».

### Карьера в сборной
В начале своей карьеры выступал за юношеские сборные Сербии и Черногории. В 2002 году был участником финального турнира чемпионата Европы среди 17-летних, где его команда стала четвертьфиналистом, на турнире забил гол в ворота сверстников из Молдавии (6:3). Позднее принял решение выступать за сборную Македонии. В национальной сборной Македонии сыграл один матч — 22 декабря 2010 года в товарищеской игре против сборной Китая вышел на замену в перерыве.

## Личная жизнь
Его отец — выходец из Македонии, а мать — из города Кладань, Босния. Также в семье есть сестра.